# په‌په کورونا
په‌په کورونا (انگلیسی: Pepe Corona; ۴ ژوئن ۱۹۱۸ – ۲۹ ژانویهٔ ۲۰۱۱) بازیکن فوتبال اهل اسپانیا بود.
از باشگاه‌هایی که در آن بازی کرده‌است می‌توان به باشگاه فوتبال هرکولس، باشگاه ورزشی رئال مایورکا، باشگاه خیمناستیک تاراگونا، و باشگاه فوتبال رئال مادرید اشاره کرد.

## دوران فوتبال
کورونا که در آلیکانته، بخش خودمختار والنسیا به دنیا آمد، اولین بازی خود در لالیگا را با تیم محل زندگی‌اش هرکولس انجام داد، که در اولین سال حضور خود به عنوان یک باشگاه حرفه‌ای سقوط کرد. در سال ۱۹۴۳ با رئال مادرید قرارداد بست و پنج فصل در پایتخت اسپانیا ماند و در مجموع در ۱۴۳ بازی رسمی حضور یافت. او که معروف به یک مدافع سرسخت بود، شوت‌های قدرتمندی داشت که به‌ همین‌ علت متخصص ضربات پنالتی نیز بود.
کورونا، آخرین بازمانده بازی افتتاحیه در نوئوو چامارتین در ۱۴ دسامبر ۱۹۴۷، در برابر بلننسس، دو کوپا دل ری را با خامه‌ای‌ها به دست آورد و در سال ۱۹۴۸ باشگاه را ترک کرد و تا زمان بازنشستگی سه سال بعد را به عنوان بازیکن خیمناستیک تاراگونا (در لالیگا)، رئال مایورکا و باشگاه فوتبال گاندیا ادامه داد.

## افتخارات
رئال مادرید
- کوپا دل ژنرالیسیمو: ۱۹۴۶، ۱۹۴۷
- کوپا اوا دیورته: ۱۹۴۶

## مرگ
کرونا در ۲۹ ژانویه ۲۰۱۱ در زادگاهش آلیکانته درگذشت. او ۹۲ سال داشت.